# Bajmirza Hait
Bajmirza Hait, ros. Баймирза Хаит, Bajmirza Haitow (ur. 17 lutego 1917, zm. 31 października 2006 w Kolonii) – oficer kolaboracyjnego Legionu Turkiestańskiego i jednocześnie szef oddziału wojskowego Turkiestańskiego Komitetu Narodowego podczas II wojny światowej, emigracyjny turkiestański wykładowca akademicki, uczony i publicysta, sowietolog.

## Życiorys
Uczył się w szkole powszechnej, a następnie w szkole metod kształcenia i wychowania. Nawiązał wówczas kontakty z turkiestańskimi myślicielami narodowymi, jak Sulejman Czołpan, Gafur Guliam, Safizade, czy Refik. Zainteresował się literaturą i muzyką. Rok 1933 okazał się przełomowy w jego życiu ze względu na początek represji stalinowskich wobec turkiestańskiej inteligencji. Od 1934 Bajmirza Hait studiował na kierunku rolniczym Instytutu Andiżańskiego, następnie medycynę w Kokandzie, aż w końcu trafił na wydział historyczny uniwersytetu w Taszkencie. Studia zakończył w 1937. Pracował w wioskach w Kotlinie Fergańskiej nad rzeką Syr-daria. Na początku 1939 został wcielony do Armii Czerwonej. Brał udział w ataku na Polskę we wrześniu tego roku. Następnie ukończył kursy czołgistów. W II połowie 1941 dostał się do niewoli niemieckiej w rejonie Słucka i został osadzony w obozie jenieckim. Wydostał go z niego emigracyjny działacz turkiestański, współpracujący z Niemcami, Mustafa Czokaj. Bajmirza Hait wstąpił do nowo formowanego Legionu Turkiestańskiego, dochodząc do stopnia Waffen-Hauptsturmführera der SS. Ponadto wszedł w skład Turkiestańskiego Komitetu Narodowego w Berlinie, stając na czele oddziału wojskowego. Po zakończeniu wojny zamieszkał w zachodnich Niemczech. Od 1947 pracował na uniwersytecie w Münster. W 1950 uzyskał tytuł profesora filozofii. Zajmował się problematyką politycznej, religijnej i społecznej sytuacji ludów tureckich w ZSRR oraz ich historią. Wydawał książki i publikował artykuły w różnych naukowych czasopismach. Brał udział w licznych konferencjach i kongresach międzynarodowych i krajowych, seminariach, odczytach itp.

## Prace
- „Следы Русского Империализма в Тюркском Мире”
- „Проблемы Тюркизма и Ислама в Советском союзе”
- „Басмачи – Национальная борьба в Туркестане 1917-1934 годов”
- „Туркестан и Ислам под властью России”
- „Туркестан, Между Россией и Китаем”